# 瓯越大桥
瓯越大桥是横跨瓯江的一座公路桥，是目前瓯江江面跨度最长的桥梁，大桥全长3.45千米，它是诸永高速公路温州段延伸工程的组成部分，2014年6月30日试通车，2015年1月1日全线贯通。该桥梁工程获2018-2019年度第一批“鲁班奖”（国家优质工程）。